# Sarnivka, Luțk
Sarnivka (în ucraineană Сарнівка) este un sat în comuna Smolîhiv din raionul Luțk, regiunea Volînia, Ucraina.

## Demografie
Componența lingvistică a localității Sarnivka
     Ucraineană (99,71%)
     Alte limbi (0,29%)
Conform recensământului din 2001, majoritatea populației localității Sarnivka era vorbitoare de ucraineană (99,71%), existând în minoritate și vorbitori de alte limbi.